# Erwin Reisner (Chemiker)
Erwin Reisner (* 22. Dezember 1979) ist ein österreichischer Chemiker an der University of Cambridge.
Reisner erwarb an der Universität Wien 2002 ein Diplom (integriert Bachelor und Master) in Chemie. 2005 promovierte er bei Bernhard Keppler mit der Arbeit Redox activated ruthenium anticancer drugs. 2010 folgte – ebenfalls an der Universität Wien – die Habilitation mit der Arbeit Bio-inspired generation of sustainable energy carriers. Als Postdoktorand arbeitete Reisner bei Stephen J. Lippard am Massachusetts Institute of Technology und bei Fraser A. Armstrong an der University of Oxford. Nach einer kurzen Tätigkeit an der University of Manchester ist Reisner seit 2010 an der Abteilung für Chemie der University of Cambridge, zunächst als Lecturer, ab 2015 als University Reader und seit 2017 auf einer eigenen Professur für Energie und Nachhaltigkeit und seit 2024 auf einem Lehrstuhl (Chair) für neue Technologien, der von der Royal Academy of Engineering getragen wird.
Reisner ist bekannt für seine Arbeiten zur Herstellung von Kraftstoffen und anderen Chemikalien aus CO2, Biomasse oder Plastikabfällen unter direkter Nutzung von Sonnenenergie durch Verwendung von molekular designten Halbleitern und halbkünstlicher Photosynthese. 2024 gründete er das Start-up-Unternehmen Protonera Ltd. zur Umwandlung von Abfällen in Kraftstoffe.
Erwin Reisner erhielt für seine Forschung zahlreiche Auszeichnungen, darunter 2014 die Harrison-Meldola-Preis der Royal Society of Chemistry (RSC), die ihn im selben Jahr zum Fellow wählte, und den Grammaticakis-Neumann Prize der Schweizerischen Chemischen Gesellschaft, 2018 den Corday-Morgan-Preis der RSC, 2023 die Hughes-Medaille der Royal Society und 2024 den Tilden Prize der RSC. Er ist Autor oder Co-Autor von mehr als 240 wissenschaftlichen Veröffentlichungen (Stand November 2024). Laut Google Scholar hat er einen h-Index von 99, laut Datenbank Scopus einen von 91 (jeweils Stand August 2025).